# Saint-Just (Cher)
 Saint-Just  es una población y comuna francesa, situada en la región de  Centro, departamento de Cher, en el distrito de Bourges y cantón de Levet.

## Demografía
| 400 | 373 | 377 | 377 | 554 | 534 | 575 | 593 | 635 | 694 | 681 | 625 | 717 | 684 | 702 | 656 | 626 | 620 | 612 | 627 | 535 | 504 | 527 | 525 | 535 | 515 | 534 | 522 | 534 | 558 | 589 | 558 | 544 | 586 |
| Para los censos de 1962 a 1999 la población legal corresponde a la población sin duplicidades (Fuente: INSEE [Consultar]) |     |     |     |     |     |     |     |     |     |     |     |     |     |     |     |     |     |     |     |     |     |     |     |     |     |     |     |     |     |     |     |     |     |